# Acacia ciliolata
Acacia ciliolata é uma espécie de leguminosa do gênero Acacia, pertencente à família Fabaceae.